# Roman Kononenko
Roman Vitàliovitx Kononenko (en ucraïnès Роман Віталійович Кононенко; Simferòpol, 13 d'abril de 1981) és un ciclista ucraïnès, que competeix tant en carretera com en la pista.

## Palmarès en pista
- 2002
  -  Campió d'Europa sub-23 en Persecució per equips (amb Volodymyr Zagorodny, Vitali Popkov i Volodymyr Dyudya)
- 2003
  -  Campió d'Europa sub-23 en Persecució per equips (amb Volodymyr Zagorodny, Vitali Popkov i Volodymyr Dyudya)

### Resultats a laCopa del Món
- 2004-2005
  - 1r a Moscou, en Persecució per equips

## Palmarès en ruta
- 2008
  - Vencedor d'una etapa a la Volta a Turíngia